# Ренолдс (Северна Дакота)
Ренолдс (енгл. Reynolds) град је у америчкој савезној држави Северна Дакота.

## Демографија
По попису из 2010. године број становника је 301, што је 49 (-14,0%) становника мање него 2000. године.
| Група             | 2000.       | 2010.       |
| Белци             | 342 (97,7%) | 287 (95,3%) |
| Афроамериканци    | 0 (0,0%)    | 2 (0,7%)    |
| Азијати           | 1 (0,3%)    | 2 (0,7%)    |
| Хиспаноамериканци | 4 (1,1%)    | 7 (2,3%)    |
| Укупно            | 350         | 301         |